# Marie Keyrouz
Marie Keyrouz (* 1963 in Deir el-Ahmar bei Baalbek, Libanon) ist eine libanesische Sängerin und Ordensschwester.
Sie stammt aus einer maronitischen Familie und ist Mitglied der melkitischen Kongregation
des Frauenordens Basiliennes Chouerites. 
Sie studierte Religionswissenschaften an der Universität Saint Joseph, Beirut, 
klassischen und orientalischen Gesang an der Universität St. Esprit, Kaslik, sowie an der Universität Sorbonne, Paris, wo sie im Jahre 1991 ihre Studien mit einem Doktorat in Musikwissenschaft und Religionsanthropologie abschloss. 
Marie Keyrouz ist bekannt als Sängerin sowohl orientalischer wie auch westlicher Sakralgesänge.
Sie ist Gründerin und Vorsitzende des Internationalen Instituts für Sakralgesang in Paris.	

## Werke
- Chant culturel dans la vie de l’homme. Doktorarbeit, Universität Sorbonne, 1991
- Je chante Dieu. Editions du Rocher, Monaco 1996, ISBN 2-268-02428-8.
- Credo. Pour l’Amour universel. Desclée De Brouwer, Paris 2006, ISBN 2-220-05701-1.
- Manifeste pour la beauté du monde. Le Cherche midi, Paris 2015, ISBN 978-2-7491-4364-4.
- Voix Sacrée – Instrument de l’âme. Bayard, Montrouge 2017, ISBN 978-2-227-49132-8.

## Aufnahmen/Tonträger
- Chant Byzantin. Passion et Résurrection. Harmonia Mundi 1992
- Chant Traditionnel Maronite. Harmonia Mundi 1992
- Chants Sacrés Melchites. Hymnes à la Vierge. Harmonia Mundi 1994
- Cantiques de l’Orient. 1996
- Chants Sacrés d’Orient et d’Occident. Doppelalbum. Virgin Classics, 1999
- Psaumes pour le 3ème Millénaire. Virgin Classics, 2001
- A voice for peace. DVD. 2003
- Hymns to Hope. 2006
- La Passion dans les eglises orientales. Doppelalbum
- Méditations d’Orient. 2012